# 通商禁止法 (1807年)
通商禁止法（つうしょうきんしほう、英: Embargo Act of 1807）は、1807年にアメリカ合衆国で成立した法律であり、ナポレオン戦争を戦っているイギリスとフランスに対抗してアメリカ合衆国の貿易を禁止したものだった。

## 概要
通商禁止に至る原因は、交戦中のヨーロッパ諸国海軍が戦時禁制品としてアメリカの商人や積み荷を押収するという、アメリカの中立に対する目に余る侵害だった。特にイギリス海軍は強制徴募と称して、数多いアメリカ人水夫を捕まえ、イギリス艦船での任務に就かせていた。イギリスとフランスはヨーロッパ支配を巡って死活をかけた戦いを続けており、アメリカ船舶の略奪を戦中の偶発事やその生き残りのための必要事として正当化していた。チェサピーク・レパード事件は、イギリスがアメリカの中立を好戦的に侵害した特に著しい例となった。ヨーロッパ列強によるこれら略奪行為を支持して発せられる念の入った外交的侮辱や厚かましい公式命令は、アメリカ合衆国が宣戦布告してもよい根拠として広く認識されていた。
トーマス・ジェファーソン大統領はこれら仕掛けられた不正に自制を持って臨み、報復に対する大衆の支持に重きを置いていた。連邦議会には、軍隊の動員でよりも商業的な戦争で応じることを推奨した。通商禁止法は1807年12月22日にジェファーソンが署名して法として成立した。この大胆な手段で予測された効果は、交戦中の諸国にとっての経済的困難さであり、イギリスとフランスを懲らしめて、アメリカ船舶に対する嫌がらせを止めさせ、アメリカ合衆国の中立を尊重させ、強制徴募政策を止めさせることだった。しかし通商禁止は威圧的な手段として実行できないことが分かり、外交的にも経済的にも失敗だった。この法が実施されると、アメリカ合衆国の経済と国民に計り知れない重荷を負わせることになった。
アメリカ商人は海と陸の貿易規制をうまく逃れ、また法の抜け道を用意して、ヨーロッパにおける意図された目標に対する効果を著しく下げた。イギリスの商人は、アメリカの船舶会社が諦めた貿易ルートをうまく活用した。南アメリカではイギリス製品に対する需要が増加し、通商禁止法の結果として受けた損失を補った。
この通商禁止法はアメリカ合衆国の国としての統一性を損ない、特に商業の中心であるニューイングランドで激しい抗議が起こった。この問題は連邦党に対する支持を増やし、連邦議会の議席数や1808年大統領選挙における選挙人数を大きく増やすことになった。通商禁止法を強制するために採ったジェファーソンの空論的な方法は、民主共和党のキーとなる理論である小さな政府という考え方に違背していた。連邦政府当局による高圧的な強制を承認することで、党派的な利益と個人の自由が脅かされた。
通商禁止法は、政府がその法をうまく実行させることができるという国民の信頼を同時に損なうという致命的な効果もあった。またアメリカの敵の中には、アメリカ合衆国の共和政体が無能で非効率であるという確信を強めさせた。通商禁止法は執行から15か月後の1809年3月1日、すなわちジェファーソン大統領任期の最後の日に撤廃された。

## 背景
ヨーロッパの戦争は1802年から1803年に小休止があった後に再開され、1814年にナポレオン・ボナパルトが敗北するまで続いた。この戦争は、アメリカと、イギリスおよびフランスとの関係を急速に悪化させた。常にどちらか一方との戦争の可能性があった。イギリスは海上で優位に立っており、フランスは陸上で強かったので、この戦争は海上封鎖から逆封鎖というふうに泥仕合になった。この商業戦争は1806年と1807年にその頂点に達した。イギリス海軍は、アメリカの船舶が最初にイギリスの港で交易しない限り、ヨーロッパの大半の港に入る海路を封じた。フランスは封鎖するだけの海軍力が無かったので、イギリスに対する紙の上の封鎖を宣言し、イギリスの規制に従うアメリカの船舶を捕獲した。イギリス海軍は大量の水夫を必要としており、アメリカ商船をイギリス水夫の補給所と見ていた。
イギリスの水夫強制徴募は、自国の船舶と水夫を守れないアメリカ合衆国にとって屈辱であり、不名誉なことだった。イギリスがアメリカの船舶からイギリスの脱走者と、多くのアメリカ人を捕まえて、イギリス海軍で働かせるという習慣は1803年以降に大きく強化され、アメリカ合衆国の中で激しい怒りを生んでいた。1807年6月22日、イギリスの艦船レパードがアメリカ海岸沖でアメリカのチェサピークを攻撃し、脱走者と見られる4人を連行した時に、その怒りは頂点に達した（チェサピーク・レパード事件）。この重大な事件をアメリカ人はその名誉に対する侮辱だと捉え、商業的な規制が増えていたことも合わさって、1807年夏にはアメリカ合衆国国内で戦争を要求する声を生んだ。
ジェファーソン大統領は戦争を望まず、アメリカ合衆国は戦争よりも経済的な手段でヨーロッパ列強を脅す力があると考えるようになった。その結果、1807年12月、ジェファーソンは議会に対し、アメリカの船舶全てが外国の港に向けて出港することを禁じる通商禁止を提案した。この方法は12月22日に法制化され、アメリカの海外貿易を終わらせようとした。実際に議会はその数日前に、1806年4月に成立していた輸入禁止法を実行に移し、多くのイギリス製品の輸入を禁じた。海岸貿易に従事する船舶が外国の港に向かわないようにするための強制手段は、部分的にしか成功しなかった。この通商禁止法の期間もアメリカの船舶の中には海外で交易するものがあり、カナダ国境では密貿易が盛んになった。

## 当初の法
1807年12月22日に成立した通商禁止法は次のようなものだった。
- アメリカ合衆国の司法権下にある全ての船舶および艦船に通商禁止を課す
- 全ての船舶および艦船が外国の港あるいは場所に航海するための出港許可を取得することを禁じる
- アメリカ合衆国大統領にはその直接指示に基づく艦船に例外を設けることを認める
- アメリカ合衆国大統領が税務署員と海軍に対する支持を発してこれら条項を強制させることを承認する
- 外国の船舶あるいは艦船が積み荷を積んでいようといまいと、その出港を妨げる意図は無い
- アメリカ合衆国の港の間を航海する商船からは補償金あるいは担保を請求し、
- 海軍の艦船は通商禁止法の条項の対照から除外する

この通商禁止法は1806年輸入禁止法に追加されたものであり、先の輸入禁止法では、「イギリスからの特定商品製品の輸入を禁じて」いた。輸入禁止された商品はその主要価値を占めるものが、皮、絹、麻あるいは亜麻、錫あるいは真鍮、羊毛、ガラスであるものと定義された。さらに紙製品、釘、帽子、衣類およびビールが追加された。
この1807年通商禁止法はアメリカ合衆国一般法規2の451に登録され、正式名は「アメリカ合衆国の港湾で船舶および艦船に課す通商禁止」とされていた。この法案はジェファーソン大統領の要請で起草され、その後12月22日に第10議会第1会期を通過した。当初議会は輸入を禁止する法案を作ろうと動いたが、最終的に輸出も禁じる法案が追加された。

## アメリカ合衆国の中での影響
通商禁止法は1807年12月から1809年3月まで有効となったが、アメリカ合衆国の海外貿易を著しく減退させた。合衆国の中のあらゆる地域が影響を受けた。商業が盛んなニューイングランドや大西洋岸中部では、船舶が桟橋で腐り、特に南部の農業地域では農夫や農園主がその生産物を国際市場で売れなくなった。ニューイングランドにとって、特に大西洋岸中部の州にとって、ヨーロッパ製品が希薄になったことは、国内の製造業の発展に対する絶対的な契機が与えられたという慰めもあった。
イギリスは依然としてアメリカに対して製品を輸出できたので、通商禁止法はアメリカ人にとって財政的な危機だった。当初から抜け道があり、カナダからの沿岸用船舶、海外からの捕鯨船や私掠船の密貿易が見過ごされた。この法が広い範囲で無視されたことは、法の強制が難しいことを意味していた。

## 事例研究
ロードアイランド州が行った事例研究では、この通商禁止法で船舶関連の産業を壊滅させ、既存市場を破綻させることを示しており、民主共和党に対する反対の声を増加させた。密貿易は大衆から広く受け容れられており、大衆は通商禁止法が自分達の権利を侵害しているもの見ていた。大衆からの非難が続き、連邦党は1808年から1809年の議会で再び支配力を取り戻すことになった。この事例はアメリカの全国的外交政策が地方の政治的支持基盤の様相を変えたという珍しい例になっている。
通商禁止法はその不人気な性格にも拘わらず、ある程度予期しない恩恵もあった。特にニューイングランドの繊維産業などの製造業に資本や労働力が移動し、それまでのイギリス製品に対する依存度を下げた。バーモント州はその農産物の販路をカナダに頼っていたので、この通商禁止はシャンプレーン湖やリシュリュー川の水上経路では強制できなかった。ローワー・カナダのセントジョンでは、1808年だけで水路による密貿易額14万英ポンドが記録されており、1807年より31％増加した。石鹸製造に使われる灰分の出荷額は54,000英ポンドと2倍近くになったが、木材は23％落ちて11,200英ポンドとなった。1795年のジェイ条約以降、50,000英ポンドまで拡大していた工業製品は20％以上減少し、特に海岸地帯近くで製造された品目が顕著だった。理論的には通商禁止法に伴って出荷量が減少するはずだったが、新聞では湖水地方での活動がこれまでより増えたことを報道していた。密貿易は水路では規制されず、管理されていない陸の国境を越えて容易に物資が移動された。南行きの交易は全体として3分の2増えたが、毛皮は3分の1減少した。税関職員は常に法を活発に強制する立場を採っていた。1809年のギャラティンの強制法は党派の問題だった。バーモント州民の多くは密輸監視官と密貿易業者の興奮するようなゲームを好み、通常の貿易では得られない高い収益を上げた。
通商禁止法をすり抜けたニューイングランドの商人は創造的で、大胆で抜け目がなかった。歴史家のゴーディニアは、通商禁止法の前と期間中と後で、コネチカット州ニューロンドンの商人が如何に工夫して積み荷を売買し、船舶を使ったかを調査した（2001年）。交易ルートと積荷は外国向けおよび国内向け双方であり、用船の種類、その荷主や管理が組織化された方法を調べ、コネチカット州南東部の商人が危機に直面して如何に抜け目無さを示したかが示されている。
コーディニアは、抜け目ない商人達がその商売のために代案となる戦略を探し、その程度は落ちるが船舶航行の方法も探ったと結論づけた。彼等は超法規的行動、外国向け積荷の大きさを小さくすること、および外国向け船舶を国内向けに書き換えることも行った。最も重要なことは、新しく国内で貿易の共同経営者を求め、税関収税官のジェディディア・ハンティントンの政治的権力を利用したことだった。ハンティントンはコネチカット州の指導層でも影響力ある人物であり（議事規則という渾名があった）、「特別許可」を装って出港禁止にされていた外国港むけの船舶が出港することを許した。リスクを分散するために昔からある船舶を共有する仕組みは修正が難しいことが分かった。この通商禁止危機の期間中に多くの倒産も起こったが、確立されていた関係が継続された。

## 強制手段
ジェファーソン政権の財務長官アルバート・ギャラティンは通商禁止全体に反対であり、この政策を強制することの不可能性と大衆の否定的反応を正しく予測していた。通商禁止法が制定されてから間もなく、ギャラティンはジェファーソンに宛てて「イギリスが我々に対する待遇を改善するという期待について、全く根拠のないものだと思う。政府による禁止は常に計算されたよりも多くの被害を生むものだ。1人の政治家が個々人よりもうまく立ち回れるかのように、個々人の利益を敢えて規制するようなことは大きな躊躇い無しにはできない。」と書き送っていた。
通商禁止法が外国貿易のためにアメリカの船舶が港を離れることを妨げたので、アメリカの探検を阻害するという副作用もあった。

### 最初の補足法
通商禁止法の成立から2週間後の1808年1月8日、議会は通商禁止法を補う法を成立させた。歴史家のフォレスト・マクドナルドが記しているように、最初の法には「抜け道が見つかっていた。すなわち沿岸航行船舶、漁船および捕鯨船」は通商禁止法から除外されており、主にカナダを介して抜け道が造られていた。この「補足法」は純粋に「国内の」貿易についても規制を拡大していた。
- 補足法第1章および第2章は、沿岸航行船舶、漁船および捕鯨船を規制した。「川船」であっても規制の対象とされた。
- 第3章は、当初の通商禁止法あるいは補足法の侵犯を犯罪とした。船主が違反した場合は、その船舶と積荷の没収あるいはその価値の2倍の科料とし、関税の支払いは信用取引を止められた。船長が違反した場合は、1,000ドルないし2,000ドルの科料とし、税関吏の前での宣誓能力を取り上げるものとされた。
- 第4章は、私掠船あるいは私掠免許状をもった船舶の解釈について戦闘艦の除外を無くした。
- 第5章は、外国船が商品を輸出用に積み込んだ場合の科料を定め、その押収も認めた。

一方、ジェファーソンは当時の常備軍を2,800名から30,000名に増強することについて議会の承認を求めた。しかし議会はこれを拒否した。ニューイングランドや大西洋岸中部の北側の港は冬季にほとんど使えないこともあり、最初の通商禁止法にはあまり注意を払わなかった。これが春の雪融けに向かうに連れて変化し、補足法によって加速された。
春の訪れと共に通商禁止法の影響は、海岸部特にニューイングランドの州では即座に痛感されてきた。経済の悪化で不況となり、失業者を増やした。東海岸では抗議の声が上がっては消えた。商人や商船会社の大半は単に法を無視した。カナダとの国境、特にニューヨーク州のアップステートやバーモント州では、通商禁止法を公然と馬鹿にして無視した。連邦政府の役人は、メイン州のパサマコディ湾のようにイギリス領ニューブランズウィックと国境を接している所は公然と反乱を行うと信じた。3月までに憤懣を募らせたジェファーソンは通商禁止法を文書で強制させると決断した。

### 次の補足法
1808年3月12日、通商禁止法を補足する次の法が議会を通り、ジェファーソンが署名して成立した。この補足法は初めて、陸路であろうと海路であろうと「如何なる」商品でも「全て」の輸出を禁じた。違反者は1回に付き10,000ドルの科料と商品の没収が課された。通商禁止法を強制し、例外を否定あるいは許可する幅広い権限が大統領に与えられた。港湾当局は令状無しに貨物の押収権限を与えられ、単に通商禁止法を侵犯しようと企んでいると見なすだけで船主や商人を審判にかけた。
このように罰則は厳しくなったが、市民や船主は公然と通商禁止法を無視した。抗議の声は高くなり続け、ジェファーソン政権が要請して議会はさらに次の通商禁止法を用意した。

## 通商禁止法の結末

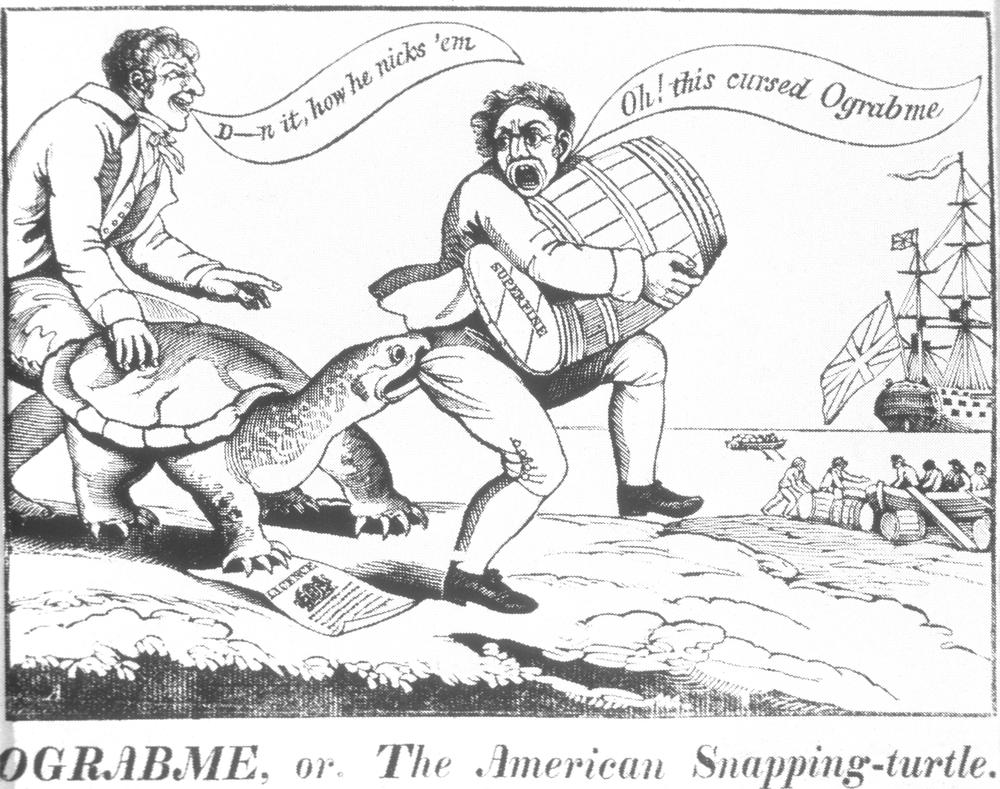
通商禁止（"Embargo"）を逆に綴った"Ograbme"と言って抜け道を選ぶ商人を描いた政治風刺漫画。ニューイングランドの新聞ではDambargo、Mob-Rage、Go-bar-'emなどと揶揄された

この通商禁止法はイギリスとフランスと同じくらいアメリカ合衆国を痛めつけた。イギリスはアメリカの規制から最も悪影響を受けると予測していたが、その輸出品については新しく南アメリカの市場を開拓し、イギリスの船主はアメリカ政府の行動で競争相手がいなくなって喜んだ。
ジェファーソン自身は通商禁止政策で奇妙な立場に置かれた。それまで雄弁にしばしば、できる限りの小さな政府を標榜していたが、このときはその政策を強制するためにかつてない強権を行使している自分を見つけた。1808年アメリカ合衆国大統領選挙は、ジェファーソンの後継者ジェームズ・マディソンが連邦党の対立候補チャールズ・コーツワース・ピンクニーを破りはしたが、連邦党が力を取り戻してきていることを示しており、ジェファーソンとマディソンは通商禁止法を撤廃しなければならないと理解するようになった。
ジェファーソンは1809年3月に大統領職を降りる直前、通商禁止法の撤廃を承認した。その代わりとして、3月1日に「通商停止法」を成立させ、イギリス、フランスおよび両国の属領を除き全ての国との貿易を再開させた。イギリスまたはフランスのうち1国がアメリカの貿易に対する規制を取り払った場合は、その国に対する通商停止を取り除く権限がマディソン大統領に与えられた。通商停止法は通商禁止法よりも効果的であることが分かり、アメリカン船舶が一旦港を離れれば、ヨーロッパの交戦国と貿易するのを妨げられないことも分かった。

### 法の撤廃
1808年4月25日、連邦議会は通商停止法を成立させ、一旦ヨーロッパでの戦争が終われば、大統領がアメリカ合衆国の安全を宣言し、特定の国との貿易を許可する権限を与えた。
1810年、首都ワシントンD.C.では、別に平和的な強制戦術を用意していた。それはメイコンの法案と言われるものだった。この法は1810年5月1日に成立し、通商停止法に置き換わった。この法ではヨーロッパ列強に経済に関する強制的圧力を掛けた過ちを認めていた。このときイギリスとフランス双方との貿易は解放され、アメリカ合衆国は交戦する2国との取引を求めた。どちらかの強国がアメリカの貿易に対する規制を取り払った場合は、もう一方の国に対する通商停止を再度適用することとされた。ナポレオン・ボナパルトは即座にこの機会を捉えた。ナポレオンはベルリン（大陸封鎖令）とミラノの布告を撤廃することを約束し、マディソンは1810年秋にイギリスに対する通商停止を設定した。ナポレオンはその約束を果たさなかったが、イギリスとアメリカ合衆国の関係に歪みが生じたことで、その二枚舌をそのままにしておくことができた。
ジェファーソンとマディソンが平和的な手段でイギリスの攻撃的姿勢に抵抗しようとしたことは、1812年6月にイギリスが遂に枢密院命令を撤廃する約束をしたことで、遅ればせながら成功を収めた。しかし、イギリスの譲歩は遅すぎた。譲歩の報せがアメリカに届いた時には既に、アメリカ合衆国はイギリスに宣戦布告していた（米英戦争）。
この一連の出来事の流れは、新聞などでDambargo、Mob-Rage、Go-bar-'em、O-grab-me（通商禁止（"Embargo"）を逆に綴った）と揶揄された。 政治風刺漫画ではアメリカの船舶を掴んでいるO-grab-meと名付けられたカミツキガメとして、通商禁止法を戯画化するものがあった。